# Feltia geniculata
Feltia geniculata là một loài bướm đêm thuộc họ Noctuidae. Nó được tìm thấy ở Ontario, Quebec, New Brunswick, Nova Scotia, đảo Prince Edward và Manitoba và adjacent parts của Hoa Kỳ, bao gồm Massachusetts.
Sải cánh dài 29–34 mm. Con trưởng thành bay từ tháng 7 tới giữa tháng 9.
Ấu trùng ăn a wide variety of plants.